# Wheeling (Virginie-Occidentale)
Pour les articles homonymes, voir Wheeling.
Wheeling est une ville américaine située dans le comté d’Ohio, dont elle est le siège, et le comté de Marshall, en Virginie-Occidentale. Elle comptait 28 486 habitants lors du recensement de 2010, en forte diminution depuis les années 1950.

## Histoire
L’origine de la ville remonte à 1769, la ville est désignée siège du comté en 1797 puis incorporée en 1806.
La ville est le terminus de la première ligne de chemin de fer construite aux États-Unis.
Wheeling faisait à l'origine partie de la colonie de Virginie dont elle était une des villes principales. C'est à Wheeling, lors de la Convention de Wheeling en 1863, que les comtés de l'ouest de la Virginie font sécession et fondent la Virginie-Occidentale. Wheeling fut alors capitale du nouvel État de 1863 à 1870 puis de 1875 à 1885 avant que Charleston ne soit définitivement choisie pour capitale.
Le nom de Wheeling provient d'un mot adena signifiant « endroit où se trouve le crâne ». En effet, un colon a été jadis scalpé près du confluent entre la rivière Wheeling Creek et la rivière Ohio.

## Démographie
| Groupe            | Wheeling | Virginie-Occidentale | États-Unis |
| ----------------- | -------- | -------------------- | ---------- |
| Blancs            | 91,2     | 93,9                 | 72,4       |
| Noirs             | 5,1      | 3,4                  | 12,6       |
| Métis             | 2,4      | 1,5                  | 2,9        |
| Asiatiques        | 0,9      | 0,7                  | 4,8        |
| Autres            | 0,3      | 0,4                  | 6,2        |
| Amérindiens       | 0,2      | 0,2                  | 0,9        |
| Total             | 100      | 100                  | 100        |
|                   |          |                      |            |
| Latino-Américains | 0,9      | 1,2                  | 16,7       |

Selon l'American Community Survey, pour la période 2011-2015, 97,34 % de la population âgée de plus de 5 ans déclare parler l'anglais à la maison, 0,90 % déclare parler l’espagnol et 1,76 % une autre langue.

## Divers
L'interstate 70 passe par la ville.
Une salle multi-usages, la WesBanco Arena, se trouve sur la ville et abrite les Nailers de Wheeling, franchise de hockey sur glace de l’ECHL.
C'est dans cette ville que Joseph McCarthy prononce le discours qui démarrera le Maccarthysme.

## Wheeling dans la littérature
- Hugo Pratt a réalisé plusieurs albums se déroulant dans le contexte des guerres indiennes et de la guerre d'indépendance des États-Unis:
  - Fort Wheeling en 1976 aux éditions Casterman
  - Fort Wheeling 2ème époque en 1981 aux éditions Les Humanoïdes Associés